# Dècada del 610 aC
La dècada del 610 aC comprèn el període que va des de l'1 de gener del 619 aC fins al 31 de desembre del 610 aC.

## Esdeveniments
- 612 aC- Una aliança de medes, perses, escites, neobabilonis i suzeis assetgen i conquereixen Nínive a la batalla de Nínive.[1] El rei Sinxarixkun d'Assíria és assassinat.[2]

## Personatges destacats
- 610 aC - Neix Anaximandre de Milet, filòsof grec.